# Camp Pendleton South (Kalifornija)
Camp Pendljeton South je naseljeno područje za statističke svrhe u američkoj saveznoj državi Kalifornija. Prema popisu stanovništva iz 2010. u njemu je živjelo 10,616 stanovnika.